# To Kill a King (Manilla Road)
To Kill a King è il diciottesimo ed ultimo album in studio del gruppo epic metal Manilla Road.

## Tracce
1. To Kill a King – 10:03
2. Conqueror – 3:38
3. Never Again – 6:21
4. The Arena – 6:30
5. in the Wake – 6:40
6. The Talisman – 4:57
7. The Other Side – 6:19
8. Castle of the Devil – 5:04
9. Ghost Warriors – 5:26
10. Blood Island – 6:26

## Formazione
- Andreas Neuderth - batteria
- Harvey Patrick - voce
- Mark Shelton - voce, chitarra
- Phil Ross - basso